# Francesco Mati

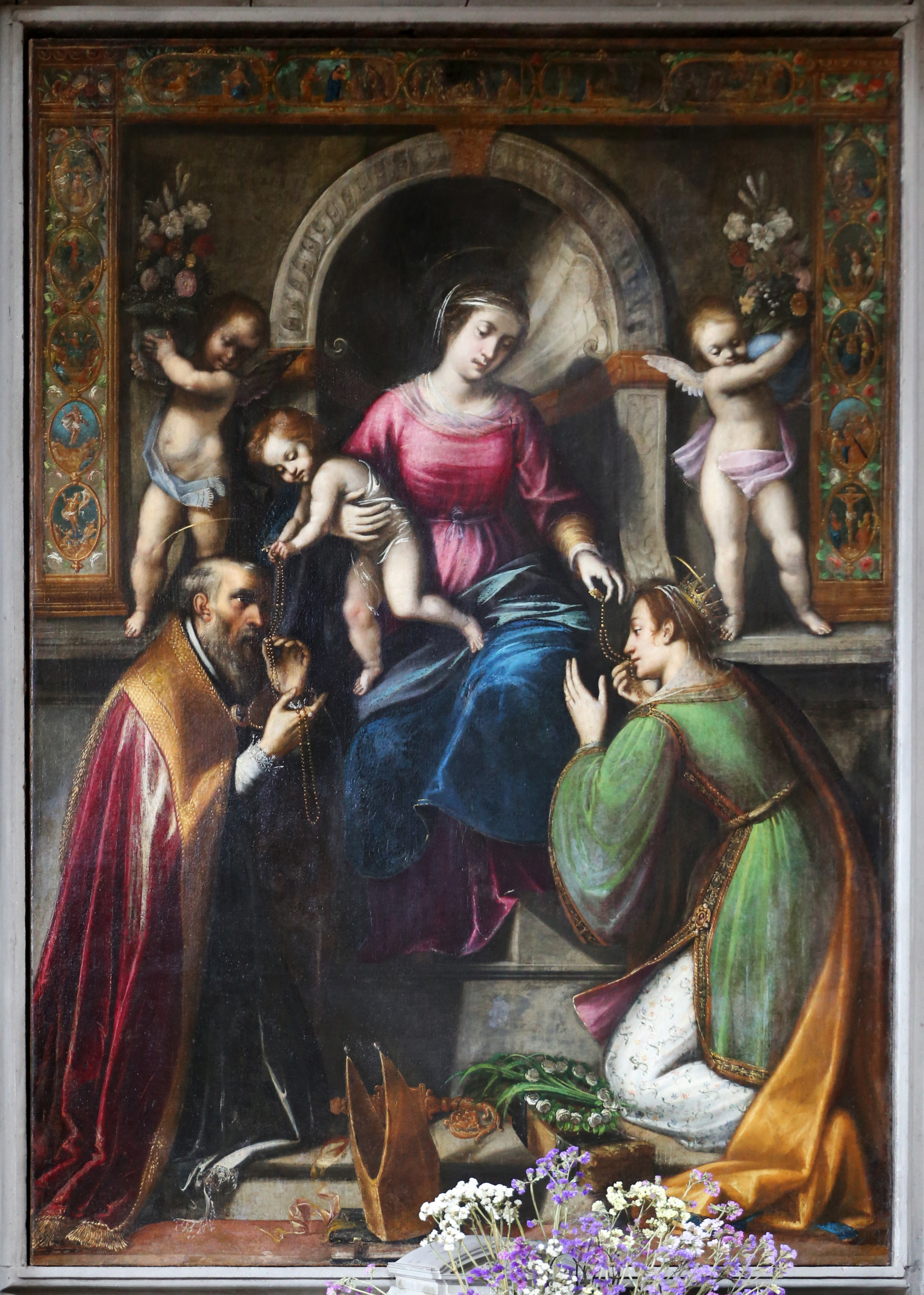
Madonna tra i santi Zanobi e Caterina d'Alessandria, 1612-17, Santa Maria a Settignano

Francesco Mati, detto anche Cecchino del Legnaiuolo (Firenze, 8 novembre 1561 – Firenze, 21 settembre 1623), è stato un pittore italiano.

## Biografia
Si formò con Alessandro Allori, partecipando a imprese decorative quali quelle delle grottesche nel primo corridoio degli Uffizi e del salone della villa medicea di Poggio a Caiano. Tra le sue prime opere indipendenti ci furono alcune battaglie a monocromo per appalti celebratrivi temporanei. L'iscrizione all'Accademia del Disegno risale al 1581, continuando a farne parte e versarne le imposte fino all'anno della morte.
In seguito divenne un apprezzato pittore di pale d'altare, acavallo tra i secoli, per lo più destinate al contado fiorentino, dove unì diligentemente le istanze della controriforma a un buon disegno e coloritura.